# Мезениха (деревня)
Мезениха — деревня в Тогучинском районе Новосибирской области. Входит в состав Кудринского сельсовета.

## География
Площадь деревни — 36 гектаров.

## Население
| 2002 | 2007 | 2010 |
| ---- | ---- | ---- |
| 42   | ↘36  | ↘32  |

## Инфраструктура
В деревне по данным на 2007 год отсутствует социальная инфраструктура.

## Люди связанные с селом
- Мохнач, Александр Михайлович (1931—2018) — токарь Новосибирского электровозоремонтного завода Министерства путей сообщения СССР, Герой Социалистического Труда (1981).